# Sacramentarium Leonianum
Das Sacramentarium Leonianum, auch Sacramentarium Veronense, ist eine Sammlung liturgischer Gebete aus dem 7. Jahrhundert.
Das Originalmanuskript wurde in der Bibliothek des Domkapitels zu Verona gefunden und 1735 von Giuseppe Bianchini im vierten Band seiner Ausgabe von Anastasius Bibliothecarius veröffentlicht. 
Von ihrem Entdecker wurde die Schrift Leo I. zugeschrieben und daher Sacramentarium Leonianum genannt. Lange Zeit galt das Sacramentarium Leonianum als das älteste bekannte Sacramentarium. Nach Duchesne sind aber auch Beifügungen aus der Zeit um 538 nachweisbar. Die neuere Forschung stellte auch fest, dass es sich bei der Schrift nicht um ein Sacramentarium im ursprünglichen Wortsinn, sondern eine Zusammenstellung alter liturgischer Formulare durch private Hand handelt. Die Formulare entsprechen dem Stand der römischen Liturgie des 5. Jahrhunderts.
Ein Sacramentarium, auch Sakramentar, bezeichnet ursprünglich eine Schrift, die nur die Gebete enthält, die der Priester bei der Messe zu sprechen hat, während die anderen Gebete, Lesungen und Hymnen anderen liturgischen Büchern zu entnehmen waren. Heute sind alle diese Teile im Missale vereinigt.